# 1re étape du Tour de France 2004
La 1re étape du Tour de France 2004 s'est déroulée le 4 juillet 2004 sur 202,5 km entre Liège et Charleroi, en Belgique. L'Estonien Jaan Kirsipuu s'est imposé au sprint.

## Classement de l'étape
Classement de l'étape
| \| Classement de l'étape \| Classement de l'étape \| Classement de l'étape \| Classement de l'étape \| Classement de l'étape \| \| Coureur \| Coureur \| Pays \| Équipe \| Temps \| \| --------------------- \| --------------------- \| --------------------- \| --------------------- \| --------------------- \| \| 1er \| Jaan Kirsipuu \| Estonie \| AG2R Prévoyance \| 4 h 40 min 29 s \| \| 2e \| Robbie McEwen \| Australie \| Lotto-Domo \| + 0 s \| \| 3e \| Thor Hushovd \| Norvège \| Crédit Agricole \| + 0 s \| \| 4e \| Danilo Hondo \| Allemagne \| Gerolsteiner \| + 0 s \| \| 5e \| Jean-Patrick Nazon \| France \| AG2R Prévoyance \| + 0 s \| \| 6e \| Baden Cooke \| Australie \| Fdjeux.com \| + 0 s \| \| 7e \| Kurt Asle Arvesen \| Norvège \| CSC \| + 0 s \| \| 8e \| Alessandro Petacchi \| Italie \| Fassa Bortolo \| + 0 s \| \| 9e \| Erik Zabel \| Allemagne \| T-Mobile \| + 0 s \| \| 10e \| Allan Davis \| Australie \| Liberty Seguros \| + 0 s \| |                     |           |                 |                 |
| |                     |           |                 |                 |
| |                     |           |                 |                 |
| Classement de l'étape |                     |           |                 |                 |
| Coureur | Coureur             | Pays      | Équipe          | Temps           |
| 1er | Jaan Kirsipuu       | Estonie   | AG2R Prévoyance | 4 h 40 min 29 s |
| 2e | Robbie McEwen       | Australie | Lotto-Domo      | + 0 s           |
| 3e | Thor Hushovd        | Norvège   | Crédit Agricole | + 0 s           |
| 4e | Danilo Hondo        | Allemagne | Gerolsteiner    | + 0 s           |
| 5e | Jean-Patrick Nazon  | France    | AG2R Prévoyance | + 0 s           |
| 6e | Baden Cooke         | Australie | Fdjeux.com      | + 0 s           |
| 7e | Kurt Asle Arvesen   | Norvège   | CSC             | + 0 s           |
| 8e | Alessandro Petacchi | Italie    | Fassa Bortolo   | + 0 s           |
| 9e | Erik Zabel          | Allemagne | T-Mobile        | + 0 s           |
| 10e | Allan Davis         | Australie | Liberty Seguros | + 0 s           |

## Classement général
| \| Classement général \| Classement général \| Classement général \| Classement général \| Classement général \| \| Coureur \| Coureur \| Pays \| Équipe \| Temps \| \| ------------------ \| ---------------------- \| ------------------ \| ----------------------------- \| ------------------ \| \| 1er \| Fabian Cancellara \| Suisse \| Fassa Bortolo \| 4 h 47 min 11 s \| \| 2e \| Thor Hushovd \| Norvège \| Crédit Agricole \| + 4 s \| \| 3e \| Lance Armstrong \| États-Unis \| US Postal Service-Berry Floor \| + 10 s \| \| 4e \| Jens Voigt \| Allemagne \| CSC \| + 15 s \| \| 5e \| José Iván Gutiérrez \| Espagne \| Illes Balears-Banesto \| + 16 s \| \| 6e \| Óscar Pereiro \| Espagne \| Phonak Hearing Systems \| + 19 s \| \| 7e \| Christophe Moreau \| France \| Crédit Agricole \| + 20 s \| \| 8e \| Bobby Julich \| États-Unis \| CSC \| + 20 s \| \| 9e \| George Hincapie \| États-Unis \| US Postal Service-Berry Floor \| + 20 s \| \| 10e \| José Enrique Gutiérrez \| Espagne \| Phonak Hearing Systems \| + 22 s \| |                        |            |                               |                 |
| |                        |            |                               |                 |
| |                        |            |                               |                 |
| Classement général |                        |            |                               |                 |
| Coureur | Coureur                | Pays       | Équipe                        | Temps           |
| 1er | Fabian Cancellara      | Suisse     | Fassa Bortolo                 | 4 h 47 min 11 s |
| 2e | Thor Hushovd           | Norvège    | Crédit Agricole               | + 4 s           |
| 3e | Lance Armstrong        | États-Unis | US Postal Service-Berry Floor | + 10 s          |
| 4e | Jens Voigt             | Allemagne  | CSC                           | + 15 s          |
| 5e | José Iván Gutiérrez    | Espagne    | Illes Balears-Banesto         | + 16 s          |
| 6e | Óscar Pereiro          | Espagne    | Phonak Hearing Systems        | + 19 s          |
| 7e | Christophe Moreau      | France     | Crédit Agricole               | + 20 s          |
| 8e | Bobby Julich           | États-Unis | CSC                           | + 20 s          |
| 9e | George Hincapie        | États-Unis | US Postal Service-Berry Floor | + 20 s          |
| 10e | José Enrique Gutiérrez | Espagne    | Phonak Hearing Systems        | + 22 s          |

## Classements annexes
| Classement par points | Classement par points | Classement par points | Classement par points | Classement par points |
| Coureur               | Coureur               | Pays                  | Équipe                | Points                |
| --------------------- | --------------------- | --------------------- | --------------------- | --------------------- |
| 1er                   | Thor Hushovd          | Norvège               | Crédit Agricole       | 38 pts                |
| 2e                    | Jaan Kirsipuu         | Estonie               | AG2R Prévoyance       | 35 pts                |
| 3e                    | Robbie McEwen         | Australie             | Lotto-Domo            | 60 pts                |
| 4e                    | Danilo Hondo          | Allemagne             | Gerolsteiner          | 24 pts                |
| 5e                    | Fabian Cancellara     | Suisse                | Fassa Bortolo         | 23 pts                |

| Classement par points | Classement par points | Classement par points | Classement par points | Classement par points |
| Coureur               | Coureur               | Pays                  | Équipe                | Points                |
| --------------------- | --------------------- | --------------------- | --------------------- | --------------------- |
| 1er                   | Thor Hushovd          | Norvège               | Crédit Agricole       | 38 pts                |
| 2e                    | Jaan Kirsipuu         | Estonie               | AG2R Prévoyance       | 35 pts                |
| 3e                    | Robbie McEwen         | Australie             | Lotto-Domo            | 60 pts                |
| 4e                    | Danilo Hondo          | Allemagne             | Gerolsteiner          | 24 pts                |
| 5e                    | Fabian Cancellara     | Suisse                | Fassa Bortolo         | 23 pts                |

| Classement de la montagne | Classement de la montagne | Classement de la montagne | Classement de la montagne       | Classement de la montagne |
| Coureur                   | Coureur                   | Pays                      | Équipe                          | Points                    |
| ------------------------- | ------------------------- | ------------------------- | ------------------------------- | ------------------------- |
| 1er                       | Paolo Bettini             | Italie                    | Quick Step-Davitamon            | 13 pts                    |
| 2e                        | Janek Tombak              | Estonie                   | Cofidis-Le Crédit par Téléphone | 12 pts                    |
| 3e                        | Jens Voigt                | Allemagne                 | CSC                             | 4 pts                     |
| 4e                        | Franck Renier             | France                    | Brioches La Boulangère          | 3 pts                     |
| 5e                        | Bernhard Eisel            | Autriche                  | Fdjeux.com                      | 2 pts                     |

| Classement de la montagne | Classement de la montagne | Classement de la montagne | Classement de la montagne       | Classement de la montagne |
| Coureur                   | Coureur                   | Pays                      | Équipe                          | Points                    |
| ------------------------- | ------------------------- | ------------------------- | ------------------------------- | ------------------------- |
| 1er                       | Paolo Bettini             | Italie                    | Quick Step-Davitamon            | 13 pts                    |
| 2e                        | Janek Tombak              | Estonie                   | Cofidis-Le Crédit par Téléphone | 12 pts                    |
| 3e                        | Jens Voigt                | Allemagne                 | CSC                             | 4 pts                     |
| 4e                        | Franck Renier             | France                    | Brioches La Boulangère          | 3 pts                     |
| 5e                        | Bernhard Eisel            | Autriche                  | Fdjeux.com                      | 2 pts                     |

| Classement du meilleur jeune | Classement du meilleur jeune | Classement du meilleur jeune | Classement du meilleur jeune  | Classement du meilleur jeune |
| Coureur                      | Coureur                      | Pays                         | Équipe                        | Temps                        |
| ---------------------------- | ---------------------------- | ---------------------------- | ----------------------------- | ---------------------------- |
| 1er                          | Fabian Cancellara            | Suisse                       | Fassa Bortolo                 | 4 h 47 min 11 s              |
| 2e                           | Bernhard Eisel               | Autriche                     | Fdjeux.com                    | + 26 s                       |
| 3e                           | Tom Boonen                   | Belgique                     | Quick Step-Davitamon          | + 27 s                       |
| 4e                           | Benjamín Noval               | Espagne                      | US Postal Service-Berry Floor | + 30 s                       |
| 5e                           | Vladimir Karpets             | Russie                       | Illes Balears-Banesto         | + 30 s                       |

| Classement du meilleur jeune | Classement du meilleur jeune | Classement du meilleur jeune | Classement du meilleur jeune  | Classement du meilleur jeune |
| Coureur                      | Coureur                      | Pays                         | Équipe                        | Temps                        |
| ---------------------------- | ---------------------------- | ---------------------------- | ----------------------------- | ---------------------------- |
| 1er                          | Fabian Cancellara            | Suisse                       | Fassa Bortolo                 | 4 h 47 min 11 s              |
| 2e                           | Bernhard Eisel               | Autriche                     | Fdjeux.com                    | + 26 s                       |
| 3e                           | Tom Boonen                   | Belgique                     | Quick Step-Davitamon          | + 27 s                       |
| 4e                           | Benjamín Noval               | Espagne                      | US Postal Service-Berry Floor | + 30 s                       |
| 5e                           | Vladimir Karpets             | Russie                       | Illes Balears-Banesto         | + 30 s                       |

| Classement par équipes | Classement par équipes        | Classement par équipes | Classement par équipes |
| Équipe                 | Équipe                        | Pays                   | Temps                  |
| ---------------------- | ----------------------------- | ---------------------- | ---------------------- |
| 1re                    | US Postal Service-Berry Floor | États-Unis             | 14 h 22 min 29 s       |
| 2e                     | CSC                           | Danemark               | + 6 s                  |
| 3e                     | Phonak Hearing Systems        | Suisse                 | + 11 s                 |
| 4e                     | Fassa Bortolo                 | Italie                 | + 14 s                 |
| 5e                     | Illes Balears-Banesto         | Espagne                | + 18 s                 |

| Classement par équipes | Classement par équipes        | Classement par équipes | Classement par équipes |
| Équipe                 | Équipe                        | Pays                   | Temps                  |
| ---------------------- | ----------------------------- | ---------------------- | ---------------------- |
| 1re                    | US Postal Service-Berry Floor | États-Unis             | 14 h 22 min 29 s       |
| 2e                     | CSC                           | Danemark               | + 6 s                  |
| 3e                     | Phonak Hearing Systems        | Suisse                 | + 11 s                 |
| 4e                     | Fassa Bortolo                 | Italie                 | + 14 s                 |
| 5e                     | Illes Balears-Banesto         | Espagne                | + 18 s                 |